# Imparfinis microps
Imparfinis microps är en fiskart som beskrevs av Eigenmann och Fisher, 1916. Imparfinis microps ingår i släktet Imparfinis och familjen Heptapteridae. Inga underarter finns listade i Catalogue of Life.